# Ypsilon Serpentis
Ypsilon Serpentis (υ Serpentis, förkortat Ypsilon Ser, υ Ser) som är stjärnans Bayerbeteckning, är en misstänkt dubbelstjärna belägen i den mellersta delen av stjärnbilden Ormen, i den del som representerar ”ormens huvud” (Serpens Caput). Den har en skenbar magnitud på 5,70 och är synlig för blotta ögat där ljusföroreningar ej förekommer. Baserat på parallaxmätning inom Hipparcosuppdraget på ca 13,0 mas, beräknas den befinna sig på ett avstånd på ca 250 ljusår (ca 77 parsek) från solen. Den ingår i Hyadesgruppen, en ström av stjärnor med en gemensam bana mot Hyadeshopen.

## Egenskaper
Ypsilon Serpentis är en blå till vit stjärna i huvudserien av spektralklass A3 V. Den har en massa som är ca 3 gånger större än solens massa, en radie som är ca 2,2 gånger större än solens och utsänder från dess fotosfär ca 23 gånger mera energi än solen vid en effektiv temperatur på ca 8 900 K.
Ypsilon Serpentis är en misstänkt astrometrisk dubbelstjärna, vilket innebär att en oupptäckt följeslagare stör den synliga stjärnans rörelse. En emission av röntgenstrålning med en styrka på 247,8×1020 W har detekterats från stjärnan. Denna kan komma från följeslagaren, eftersom stjärnor av spektraltyp A inte förväntas avge röntgenstrålning.